# 180-talet

## Händelser
- Pax Romana tar slut i och med Marcus Aurelius död.
- Vulkanen vid Tauposjön på Nya Zeeland får ett utbrott, vilket är ett av de största vulkanutbrotten på jorden under de senaste 5.000 åren. Effekterna av detta utbrott märks både i Kina och Rom.

## Födda
- 4 april 186 – Caracalla, kejsare av Rom
- 7 mars 189 – Geta, kejsare av Rom.

## Avlidna
- 17 mars 180 – Marcus Aurelius, kejsare av Rom.